# Gamhariya (Sarlahi)
Gamhariya – gaun wikas samiti w środkowej części Nepalu  w strefie Dźanakpur w dystrykcie Sarlahi. Według nepalskiego spisu powszechnego z 2001 roku liczył on 948 gospodarstw domowych i 6074 mieszkańców (2864 kobiet i 3210 mężczyzn).